# Hedwig Goller
Hedwig Goller (geboren 4. Dezember 1920 in Korntal als Hedwig Bausch; gestorben 7. Juli 2015 in Korntal-Münchingen) war eine deutsche Malerin, Grafikerin und Kunsterzieherin.

## Leben
Hedwig Goller machte von 1940 bis 1942 eine pädagogische Ausbildung. Danach arbeitete sie bis 1945 als Lehrerin in den Fächern Kunsterziehung und Textiles Werken. Anschließend studierte sie bei Ernst und Peter Schneidler an der Württembergischen Staatlichen Kunstgewerbeschule (heute Akademie der Bildenden Künste). Diese war damals stilbildend war für deutsche Schriftkunst, Schriftkultur und Grafik. Schon Ende 1945 veröffentlichte Goller Schrift- und Scherenschnittpostkarten. 1947 bekam sie Illustrationsaufträge vom Steinkopf-Verlag und von der Deutschen Verlagsanstalt in Stuttgart. In dieser Zeit gestaltete sie auch Titelseiten mehrerer Frauenzeitschriften.
Von 1950 bis 1980 war Goller als Kunsterzieherin als Lehrerin am Progymnasium für Mädchen in Korntal tätig. Daneben arbeitete sie in der Lehrerfortbildung. 1968/1969 nahm sie einen Teillehrauftrag an der Pädagogischen Hochschule Schwäbisch Gmünd wahr.
Ab 1981 war sie wieder als Künstlerin tätig. Ab 1983 fanden Einzel- und Gemeinschaftsausstellungen in Stuttgart und weiterer Umgebung statt. Von 1984 an führte sie Auftragsarbeiten für den Fischer Taschenbuchverlag aus. Sie trug Scherenschnitt-Illustrationen zu Veröffentlichungen zu Mörike, zur schwäbischen Romantik und zu Märchen bei.
Nach Gollers Tod überließen ihre Angehörigen etliche ihrer Werke der Stadt Korntal-Münchingen.

## Werke
Hedwig Goller wurde dafür gelobt, aus dem traditionellen Scherenschnitt etwas Neues gemacht zu haben. Sie nutzte neben der klassischen Scherenschnitt-Technik in Schwarz-Weiß eine von ihr entwickelte Technik, bei der sie das Papier zunächst großflächig und stark farbig aquarellierte. Im nächsten Schritte arbeitete sie die Konturen mit Schere oder Messer heraus, die auf dem Bild weiß erschienen.

## Mitgliedschaften
- 1997: Bund Bildender Künstlerinnen Württembergs (BBKW)[3]
- Gründungsmitglied des Kunstvereins Korntal[4]

## Ausstellungen (Auswahl)
- 1984: Schorndorf, Rathaus
- 1985: Korntal, Jahresausstellung des Kunstvereins
- 1985: Stuttgart, Kunsthaus Schaller
- 1986: Korntal, Jahresausstellung des Kunstvereins
- 1987: Stuttgart, Kunsthaus Schaller
- 1993: Filderstadt, Baden-Württembergische Literaturtage
- 2015/2016: Volkshochschule Reutlingen, „Hedwig Goller, 70 Jahre Kunst mit der Schere.“ Eine Werkschau[6]
- 2016/2017: Ausstellung im Literaturmuseum der Moderne, Marbach am Neckar, „Die Gabe/the Gift, Schmuckstücke der Marbacher Sammlung“[6]
- 2016/2017: Ausstellung im Hesse Kabinett Tübingen, Hedwig Goller „Literarische Scherenschnitte“[6]